# Зав'ялов Володимир Андрійович
Володимир Андрійович Зав'ялов (рос. Владимир Андреевич Завьялов; нар. 7 квітня 1989) — російський футболіст, нападник барнаульського «Динамо».

## Життєпис
Вихованець барнаульського «Динамо». Дорослу футбольну кар'єру розпочав 2007 року в «Шахтарі». Дебютував у футболці прокоп'євського клубу 29 квітня 2007 року в переможному (2:0) виїзному поєдинку 1/256 фіналу кубку Росії проти «Зорі» (Ленінськ-Кузнецький). Володимир вийшов на поле на 60-й хвилині, замінивши Євгена Жилкіна. У Другому дивізіоні дебютував 4 травня 2007 року в програному (0:1) домашньому поєдинку 3-го туру зони «Схід» проти «Зміни» (Комсомольськ-на-Амурі). Зав'ялов вийшов на поле на 85-й хвилині, замінивши Олександра Степанова. Першим голом на професіональному рівні відзначився 16 травня 2007 року на 78-й хвилині нічийного (1:1) виїзного поєдинку 5-го туру зони «Схід» Другого дивізіону проти «Зорі» (Ленінськ-Кузнецький). Володимир вийшов на поле на 76-й хвилині, замінивши Євгена Жилкіна. У сезоні 2007 року зіграв 28 матчів (6 голів) у Другому дивізіоні та 2 поєдинки у кубку Росії.
У 2008 році перебрався в «Динамо». У футболці барнаульського клубу дебютував 30 березня 2008 року в програному (1:2) виїзному поєдинку 2-го туру Першого дивізіону проти новосибірського «Сибіру». Зав'ялов вийшов на поле на 89-й хвилині, замінивши Сергія Нарилкова. З 2008 по 2015 рік у чемпіонатах Росії зіграв 127 матчів (22 голи), ще 8 матчів (1 гол) провів у кубку Росії. Також у вище вказаний період часу виступав за молодіжну команду «динамівців» в аматорській першості Росії. А в 2008 році за інший аматорський колектив з Барнаула, «Полімер».
У 2015 році підсилив «Якутію». У футболці клубу з Якутська дебютував 19 липня 2015 року в переможному (2:1) виїзному поєдинку 1-го туру зони «Схід» Другого дивізіону проти «Новокузнецька». Володимир вийшов на поле в стартовому складі та відіграв увесь матч. Дебютним голом за «Якутію» відзначився 30 липня 2015 року на 76-й хвилині програного (2:5) виїзного поєдинку 3-го туру Другого дивізіону проти «Зміни» (Комсомольськ-на-Амурі). Зав'ялов вийшов на поле в стартовому складі та відіграв увесь матч. У сезоні 2015/16 років у Другому дивізіоні за команду з Якутська зіграв 20 матчів (5 голів), ще 1 поєдинок провів у кубку Росії. У 2016 році повернувся до барнаульського «Динамо».